# Rallye de Grande-Bretagne 1979
Le Rallye de Grande-Bretagne 1979 (35th Lombard RAC Rally), disputé du 18 au 21 novembre 1979, est la soixante-quatorzième manche du championnat du monde des rallyes (WRC) courue depuis 1973 et la onzième manche du championnat du monde des rallyes 1979.

## Contexte avant la course

### Le championnat du monde

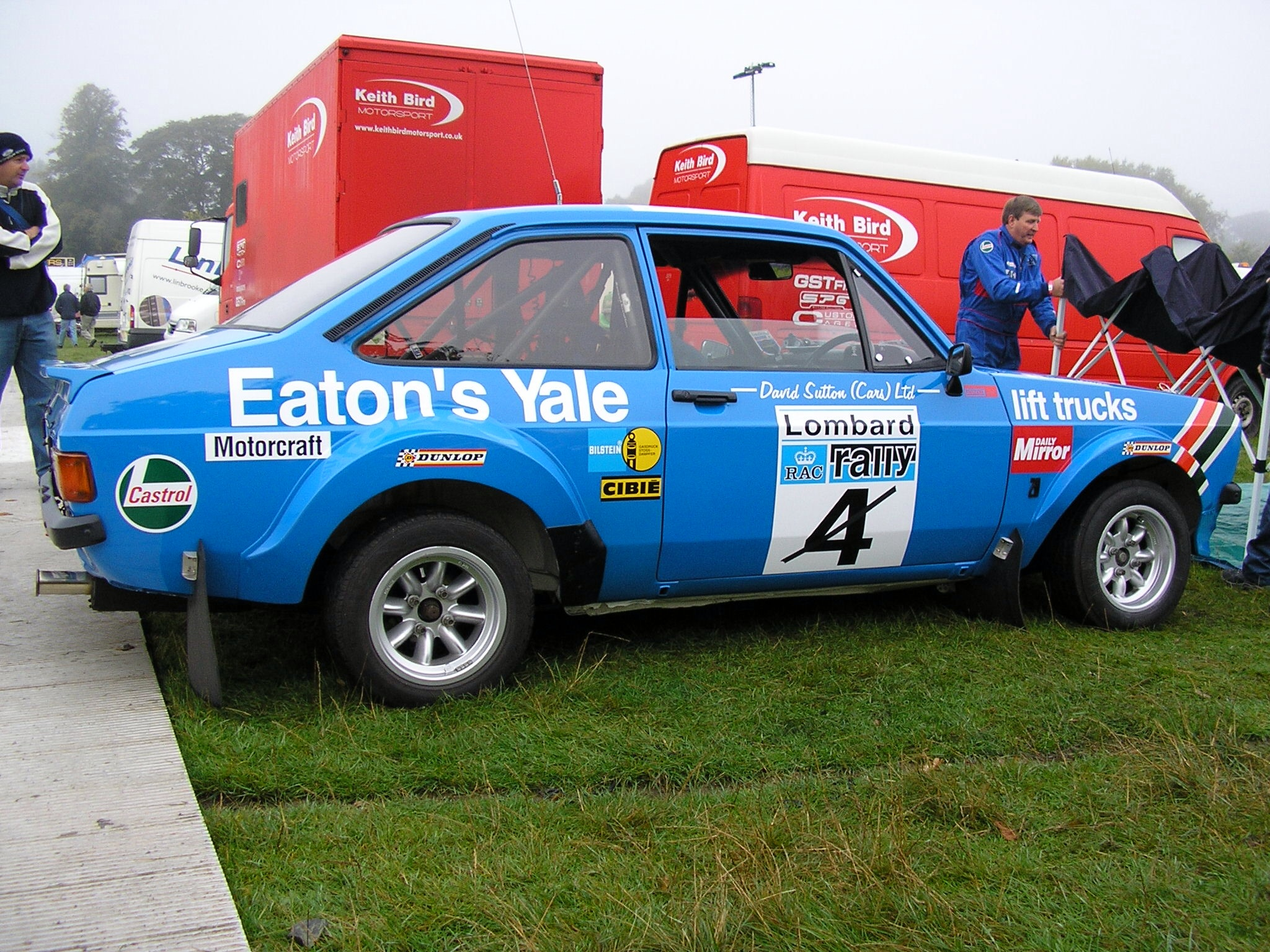
La Ford Escort RS1800 a donné a Ford son premier titre mondial en rallye.

Ayant succédé en 1973 au championnat international des marques (en vigueur de 1970 à 1972), le championnat du monde des rallyes s'appuie sur les plus célèbres épreuves routières internationales, telles le Rallye Monte-Carlo, le Safari ou le RAC Rally. Parallèlement au championnat des constructeurs, la Commission Sportive Internationale (CSI) a cette année introduit un championnat des pilotes qui remplace la controversée Coupe des conducteurs qui incluait des épreuves de second plan. Le calendrier 1979 comprend douze manches (dont huit européennes), réservées aux voitures des catégories suivantes :
- Groupe 1 : voitures de tourisme de série
- Groupe 2 : voitures de tourisme spéciales
- Groupe 3 : voitures de grand tourisme de série
- Groupe 4 : voitures de grand tourisme spéciales

Face à une opposition réduite cette année, Ford est déjà assuré de remporter le championnat du monde, la place de dauphin se disputant entre Datsun et Fiat, le géant italien ayant nettement réduit son programme rallyes après les titres acquis en 1977 et 1978. La lutte reste cependant ouverte pour le championnat des pilotes entre les deux coéquipiers Björn Waldegård et Hannu Mikkola, qui comptent chacun deux victoires cette saison sur leurs Ford Escort groupe 4.

### L'épreuve
Disputé sur parcours secret (l'itinéraire n'étant communiqué aux équipages qu'au moment du départ), le RAC Rally est l’une des épreuves les plus sélectives du championnat du monde. Créé dans les années 1930 sous la forme d'épreuve d'orientation et de maniabilité, il fut rapidement converti en épreuve de vitesse et adopta dès 1960 un classement basé sur des épreuves chronométrées. Disputé en grande majorité sur terre, il valorise les qualités d'improvisation des pilotes. Depuis 1960, la plupart des éditions ont été remportées par des pilotes nordiques, seul le Britannique Roger Clark étant parvenu à les devancer en 1972 et 1976. La première victoire de Clark fut aussi le premier succès de la Ford Escort RS dans cette épreuve, ce modèle, redoutable d'efficacité dans les chemins forestiers, étant depuis invaincu au RAC.

## Le parcours
- départ : 18 novembre 1979 de Chester
- arrivée : 21 novembre 1979 à Chester

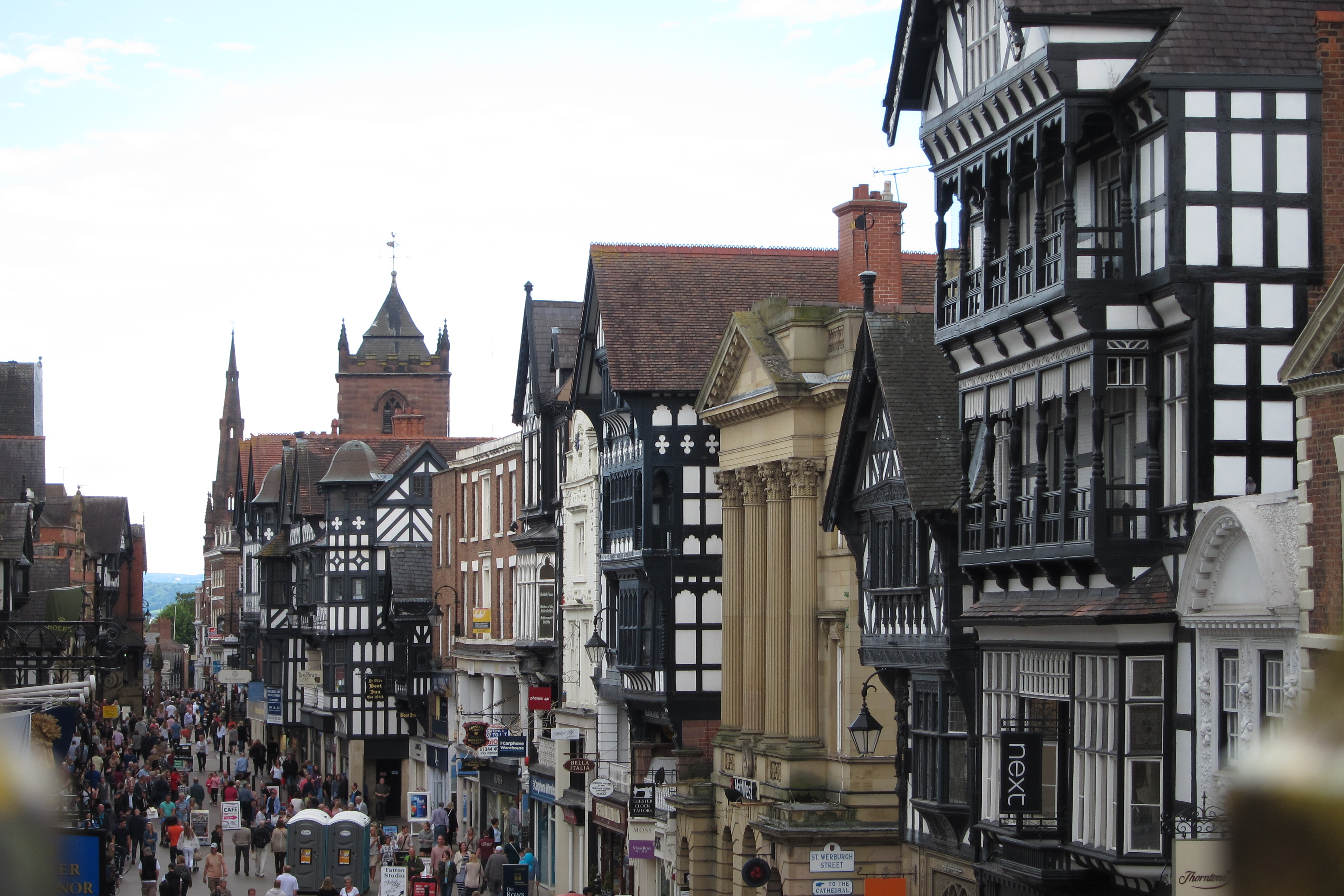
Chester, point central du RAC 1979.

- distance : 2 120 km dont 661,5 km sur 59 épreuves spéciales
- surface : majoritairement terre
- Parcours divisé en deux étapes[3]

### Première étape
- Boucle nord : Chester - Carlisle - Chester, du 18 au 19 novembre
- distance : 390,3 km sur 34 épreuves spéciales

### Deuxième étape
- Boucle sud : Chester - Machynlleth - Chester, du 20 au 21 novembre
- distance : 271,2 km sur 25 épreuves spéciales

## Les forces en présence
226 demandes d'engagement ont été effectuées auprès des organisateurs, qui en ont retenu 175, correspondant au nombre maximal de partants prévu par le règlement de l'épreuve.
- Ford

Comme l'année précédente, et bien qu'assurée du titre mondial, la branche britannique du constructeur américain a engagé six Escort RS1800 groupe 4 pour son épreuve nationale. Ces voitures restent à ce jour invaincues sur leurs terres. Pesant 980 kg, elles sont équipées d'un moteur deux litres alimenté par carburateurs dont la puissance s'élève à 260 chevaux à 8500 tr/min. Les six Escort officielles sont confiées à Björn Waldegård, Hannu Mikkola, Ari Vatanen, Roger Clark, Russell Brookes et Greg Carr. De nombreux préparateurs locaux alignent des voitures identiques, pilotées notamment par Bror Danielsson, John Taylor, Henri Toivonen, Malcolm Wilson, qui peuvent également briguer une place d'honneur. Les pilotes Ford utilisent des pneus Dunlop.
- Fiat

Le constructeur turinois n'est pas présent officiellement, mais sa filiale anglaise a engagé une 131 Abarth groupe 4 pour Walter Röhrl. Configurée en version terre, cette voiture d'environ une tonne dispose d'un moteur deux litres seize soupapes à injection Kugelfischer développant 235 chevaux à 7200 tr/min. Le pilote italien 'Lucky' dispose d'un modèle identique, engagé par l'équipe Quatro Rombi. La marque utilise des pneus Pirelli.
- Lancia

C'est également la filiale anglaise du groupe Fiat qui a engagé la Stratos HF groupe 4 confiée à Markku Alén. Les normes de bruit sévissant au Royaume-Uni ont nécessité une adaptation du moteur V6 ayant fait chuter sa puissance de 283 à 270 chevaux. Cette voiture de 970 kg reste cependant redoutable sur les pistes britanniques, la Stratos s'avérant la principale adversaire des Ford. Alén utilise des gommes Pirelli.
- Talbot

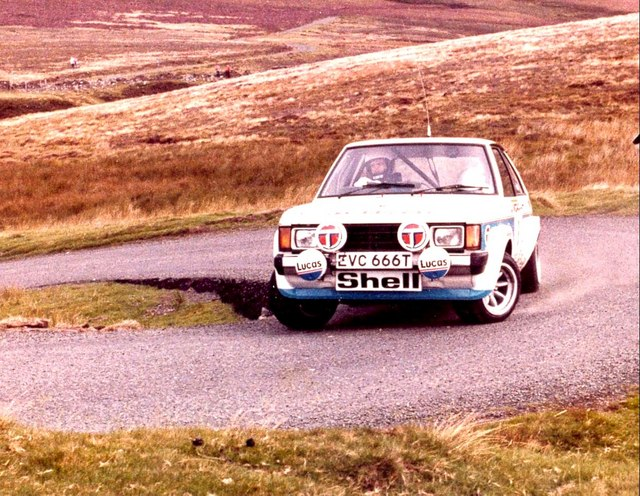
La Sunbeam Lotus de Tony Pond (ici lors du rallye de l'Ile de Man 1979)

Talbot UK a engagé une seule Sunbeam Lotus groupe 4 pour Tony Pond, Jean-Pierre Nicolas ayant quitté l'équipe après le Tour de Corse, mettant son activité de pilote en sommeil pour se consacrer à l'ouverture d'un garage Renault à Marseille. Le moteur quatre cylindres seize soupapes de 2217 cm3, alimenté par deux carburateurs double-corps, développe désormais 240 chevaux et devrait permettre à cette voiture de 1050 kg, équipée de pneus Dunlop, de concurrencer efficacement les Ford dans ce type d'épreuve.
- Toyota

Le premier constructeur japonais aligne ici la nouvelle version groupe 4 de son coupé Celica. Équipées d'un moteur quatre cylindres deux litres à seize soupapes, ces voitures d'une tonne disposent désormais de 220 chevaux. Trois exemplaires ont été engagés, pour Jean-Luc Thérier, Leif Asterhag et Tapio Rainio, tous trois utilisant des pneumatiques Pirelli.
- Triumph

La branche sportive du groupe British Leyland a engagé officiellement quatre Triumph TR7 V8 groupe 4, deux confiés à ses pilotes habituels Per Eklund et Simo Lampinen, épaulés pour la circonstance par les Britanniques Terry Kaby et Graham Elsmore. Avec leur moteur V8 de 3500 cm3 alimenté par deux carburateurs double corps, ces voitures pesant 1150 kg disposent de 285 chevaux à 7500 tr/min. Elles sont équipées de pneus Dunlop. Engagé à titre privé, John Buffum dispose d'un modèle identique.
- Vauxhall

Le Dealer Team Vauxhall a engagé deux Chevette HSR groupe 4 (1020 kg, quatre cylindres, 2300 cm3, double arbre à cames en tête, environ 230 chevaux), confiées à Pentti Airikkala et Jimmy McRae. Elles sont équipées de pneus Dunlop.
- Datsun

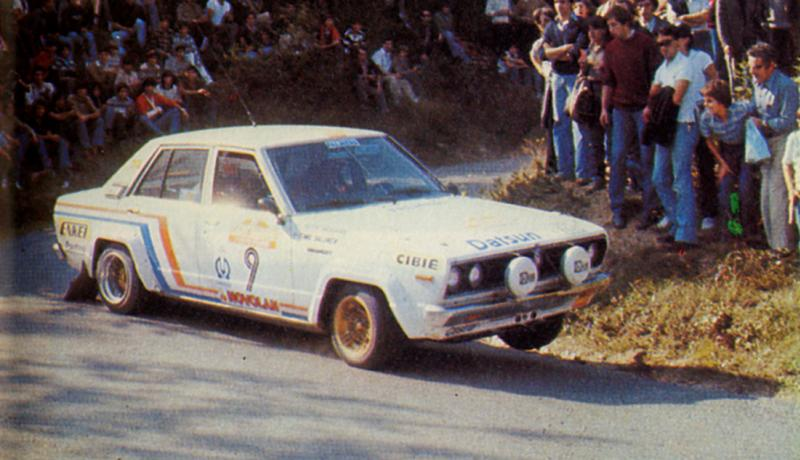
La Datsun 160J groupe 2 de Timo Salonen (ici lors du rallye Sanremo 1979)

Principal adversaire de Ford cette saison, le constructeur japonais a préparé deux berlines 160J PA10 groupe 2 pour Timo Salonen et Andy Dawson, ce dernier étant également directeur sportif de la marque. Équipées de pneus Dunlop, ces voitures de 965 kg à moteur deux litres disposent d'une puissance de 198 chevaux à 7800 tr/min.
- Opel

Le constructeur allemand a pris du retard dans l'homologation en groupe 4 de sa nouvelle Ascona 400 et n'engage officiellement quúne seule voiture, une Ascona groupe 2 (980 kg, 180 chevaux) confiée à Brian Culcheth. Parmi les nombreux pilotes privés représntant la marque, on retient la présence du Suédois Björn 'Nalle' Johansson sur une Kadett GT/E groupe 2 de 190 chevaux.
- Saab

La marque suédoise a préparé deux coachs 99 turbo groupe 2 (1060 kg, pneus Dunlop, moteur deux litres suralimenté par un turbocompresseur Garrett) pour Stig Blomqvist et Ola Strömberg. Blomqvist dispose de la dernière évolution moteur, poussée à 265 chevaux, contre 240 chevaux pour la seconde voiture.
- Audi

Audi Motorsport a engagé trois 80 GLE groupe 4 (l'homologation groupe 2 étant prévue début 1980), confiées à Harald Demuth, Walter Smolej et James Rae. Ces voitures pèsent 940 kg en configuration 'terre' et sont équipées d'un quatre cylindres de 1600 cm3 avec injection mécanique Bosch développant 160 chevaux à 7600 tr/min. Elles utilisent des pneus Pirelli.

## Déroulement de la course

### Première étape (boucle nord)

#### Chester - Carlisle
Les concurrents partent de Chester le dimanche matin à partir de neuf heures, en direction de Liverpool. La première épreuve spéciale se déroule dans le Safari Park de Knowsley ; Jean-Luc Thérier s'y montre le plus rapide au volant de sa Toyota et prend la tête de la course devant la Lancia Stratos de Markku Alén. Celui-ci a tôt fait de combler ses cinq secondes de retard et, dès le secteur suivant, s'empare de la première place avec une seconde d'avance sur la Ford Escort d'Hannu Mikkola. L'après-midi, les deux champions finlandais vont dominer leurs adversaires, emmenés par la Talbot de Tony Pond et la Saab de Stig Blomqvist, qui se retrouvent relégués à plus d'une minute à l'issue des dix premiers secteurs chronométrés. Malgré une attaque incessante, Alén ne compte alors que sept secondes d'avance sur son compatriote. Parmi les favoris, Björn Waldegård a été retardé par une sortie de route en tout début d'épreuve et a dû faire remplacer le pont arrière de son Escort. Le pilote suédois a effectué une belle remontée et occupe la sixième place derrière son coéquipier Ari Vatanen.

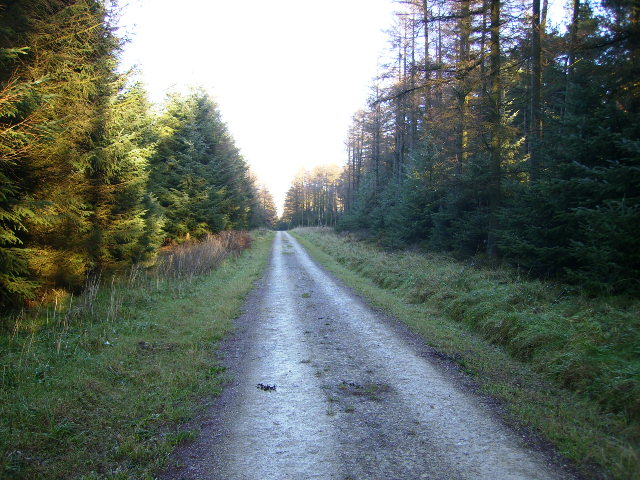
C'est dans la forêt de Dalby que la course bascule en faveur d'Hannu Mikkola.

Au début de la nuit, dans la forêt de Dalby, Mikkola prend un léger avantage sur Alén, légèrement retardé par un problème de distribution sur le moteur de sa Stratos. Le pilote Lancia connaît une alerte beaucoup plus sérieuse dans le secteur suivant : soudainement privé de freins arrière à cause d'une rupture du circuit hydraulique, il ne peut éviter la sortie de route et perd plusieurs minutes. Auteur d'un temps époustouflant, Waldegård s'empare alors de la seconde place, juste devant Pond, à près de deux minutes de Mikkola. Blomqvist a également perdu beaucoup de temps à cause d'une sortie de route et c'est désormais Vatanen qui occupe la quatrième place, devant son coéquipier Russell Brookes, tandis que Thérier a rétrogradé en septième position. Mikkola se montre inaccessible dans les secteurs suivants, disputés de nuit, et aux abords de la forêt de Kielder il a porté son avance sur Pond à deux minutes et demie, alors que Waldegård a perdu plus de six minutes à cause d'une crevaison et plongé à la dix-neuvième place, le cric ayant glissé sous la voiture lors du remplacement de la roue ! Pond va alors connaître des problèmes d'embrayage sur sa Talbot, perdant deux places au profit de Vatanen et Brookes. Au sortir de la forêt de Kielder, Mikkola a porté son avance sur Vatanen, désormais second à plus de trois minutes et demie, alors que Brookes, toujours troisième, a été retardé par des crevaisons et accuse sept minutes de retard. Après une petite incursion en Ecosse, où les Ford continuent leur démonstration, les concurrents rallient Carlisle en début de matinée, pour une courte pause avant le retour sur Chester. Les Ford Escort ont balayé toute opposition et occupent les trois premières places ; ayant évité toutes les embûches, Mikkola compte plus de quatre minutes d'avance sur Vatanen et près de huit sur Brookes. Pond, toujours quatrième, est à près de neuf minutes de l'équipage de tête, juste devant la Ford Escort de Malcolm Wilson, les autres concurrents comptant déjà plus de dix minutes de retard. Huitième sur sa Datsun, Timo Salonen a pris la tête du groupe 2 après l'abandon de Blomqvist. Accablés par les ennuis durant la nuit, Waldegård et Alén comptent de l'ordre d'un quart d'heure de retard et ont perdu toute chance de victoire.
| Pos. | Pilote          | Copilote         | Voiture              | Groupe | Temps           | Écart         |
| ---- | --------------- | ---------------- | -------------------- | ------ | --------------- | ------------- |
| 1    | Hannu Mikkola   | Arne Hertz       | Ford Escort RS1800   | 4      | 3 h 41 min 11 s |               |
| 2    | Ari Vatanen     | David Richards   | Ford Escort RS1800   | 4      | 3 h 45 min 25 s | + 4 min 14 s  |
| 3    | Russell Brookes | Paul White       | Ford Escort RS1800   | 4      | 3 h 48 min 57 s | + 7 min 46 s  |
| 4    | Tony Pond       | Ian Grindrod     | Talbot Sunbeam Lotus | 4      | 3 h 49 min 56 s | + 8 min 45 s  |
| 5    | Malcolm Wilson  | Terry Harryman   | Ford Escort RS1800   | 4      | 3 h 50 min 19 s | + 9 min 08 s  |
| 6    | John Taylor     | Phil Short       | Ford Escort RS1800   | 4      | 3 h 51 min 46 s | + 10 min 35 s |
| 7    | Roger Clark     | Jim Porter       | Ford Escort RS1800   | 4      | 3 h 52 min 03 s | + 10 min 52 s |
| 8    | Timo Salonen    | Stuart Pegg      | Datsun 160J PA10     | 2      | 3 h 52 min 15 s | + 11 min 04 s |
| 9    | Per Eklund      | Hans Sylvan      | Triumph TR7 V8       | 4      | 3 h 55 min 19 s | + 14 min 08 s |
| 10   | Björn Waldegård | Hans Thorszelius | Ford Escort RS1800   | 4      | 3 h 55 min 34 s | + 14 min 23 s |

#### Carlisle - Chester

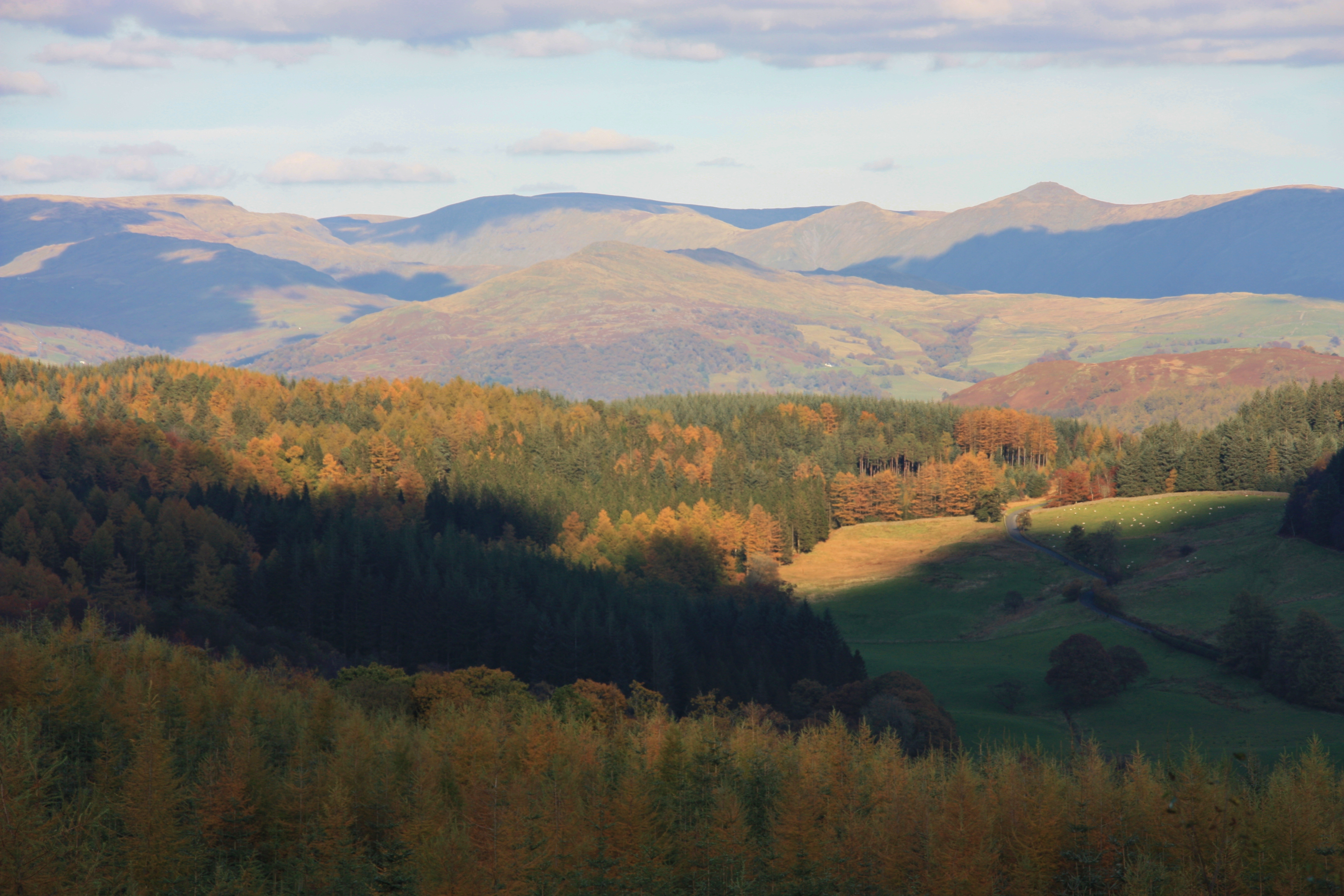
La forêt de Grizedale, un des derniers secteurs de la boucle nord.

La deuxième partie d'étape se déroule de jour dans le Lake District. Malgré son avance confortable, Mikkola continue à attaquer et va se montrer le plus rapide dans sept des neuf secteurs chronométrés. Une nouvelle fois épargné par les crevaisons, contrairement à ses coéquipiers, il conforte son avance, ralliant Chester le lundi soir avec un avantage de plus de cinq minutes sur Vatanen et de neuf sur Brookes. Depuis la sortie de route d'Alén le premier jour, Pond est le seul à pouvoir contrer les Ford mais le pilote Talbot compte désormais près de dix minutes de retard sur Mikkola. L'espoir britannique Malcolm Wilson pointe désormais en cinquième position au volant de son Escort, ayant dépassé son coéquipier John Taylor qui continue courageusement malgré de fortes douleurs aux jambes, séquelles d'une ancienne chute de cheval de ce champion de steeple-chase. Septième, Salonen domine toujours le groupe 2, il devance les Ford de Clark et Waldegård au classement général. Chez Lancia, la voiture d'Alén fonctionne de nouveau correctement et le pilote finlandais est remonté en dixième position. Les autres adversaires de Ford ont également connu leur lot de problèmes au cours de cette première étape : si les deux Toyota de Thérier et Asterhag ont abandonné avant Carlisle, la Fiat de Walter Röhrl (retardée par des problèmes de freins et de pont autobloquant), la Vauxhall de Pentti Airikkala (problèmes de carburation) et la Triumph de Per Eklund (ennuis de freins) ne pointent respectivement qu'aux onzième, douzième et treizième places, accusant déjà une vingtaine de minutes de retard. Sur les 175 équipages au départ, seuls 93 sont encore en course.
| Pos. | Pilote                  | Copilote              | Voiture                   | Groupe | Temps           | Écart         |
| ---- | ----------------------- | --------------------- | ------------------------- | ------ | --------------- | ------------- |
| 1    | Hannu Mikkola           | Arne Hertz            | Ford Escort RS1800        | 4      | 4 h 37 min 14 s |               |
| 2    | Ari Vatanen             | David Richards        | Ford Escort RS1800        | 4      | 4 h 42 min 25 s | + 5 min 11 s  |
| 3    | Russell Brookes         | Paul White            | Ford Escort RS1800        | 4      | 4 h 46 min 29 s | + 9 min 15 s  |
| 4    | Tony Pond               | Ian Grindrod          | Talbot Sunbeam Lotus      | 4      | 4 h 47 min 10 s | + 9 min 56 s  |
| 5    | Malcolm Wilson          | Terry Harryman        | Ford Escort RS1800        | 4      | 4 h 48 min 27 s | + 11 min 13 s |
| 6    | John Taylor             | Phil Short            | Ford Escort RS1800        | 4      | 4 h 49 min 42 s | + 12 min 28 s |
| 7    | Timo Salonen            | Stuart Pegg           | Datsun 160J PA10          | 2      | 4 h 49 min 43 s | + 12 min 29 s |
| 8    | Roger Clark             | Jim Porter            | Ford Escort RS1800        | 4      | 4 h 50 min 13 s | + 12 min 59 s |
| 9    | Björn Waldegård         | Hans Thorszelius      | Ford Escort RS1800        | 4      | 4 h 53 min 38 s | + 16 min 24 s |
| 10   | Markku Alén             | Ilkka Kivimäki        | Lancia Stratos HF         | 4      | 4 h 54 min 40 s | + 17 min 26 s |
| 11   | Per Eklund              | Hans Sylvan           | Triumph TR7 V8            | 4      | 4 h 55 min 37 s | + 18 min 23 s |
| 12   | Pentti Airikkala        | Risto Virtanen        | Vauxhall Chevette 2300 HS | 4      | 4 h 55 min 45 s | + 18 min 31 s |
| 13   | Walter Röhrl            | Christian Geistdörfer | Fiat 131 Abarth           | 4      | 4 h 57 min 18 s | + 20 min 04 s |
| 14   | Greg Carr               | Fred Gocentas         | Ford Escort RS1800        | 4      | 4 h 57 min 46 s | + 20 min 32 s |
| 15   | Björn 'Nalle' Johansson | Spjuth Ragnar         | Opel Kadett GT/E          | 2      | 4 h 58 min 51 s | + 21 min 37 s |
| 16   | Tapio Rainio            | Henry Liddon          | Toyota Celica 2000 GT     | 4      | 4 h 59 min 28 s | + 22 min 14 s |
| 17   | Jimmy McRae             | Mike Nicholson        | Vauxhall Chevette 2300 HS | 4      | 5 h 00 min 19 s | + 23 min 05 s |
| 18   | 'Lucky'                 | Fabrizia Pons         | Fiat 131 Abarth           | 4      | 5 h 04 min 46 s | + 27 min 32 s |
| 19   | Simo Lampinen           | Fred Gallagher        | Triumph TR7 V8            | 4      | 5 h 05 min 43 s | + 28 min 29 s |
| 20   | Andy Dawson             | Kevin Gormley         | Datsun 160J PA10          | 2      | 5 h 07 min 58 s | + 30 min 44 s |

### Deuxième étape (boucle sud)

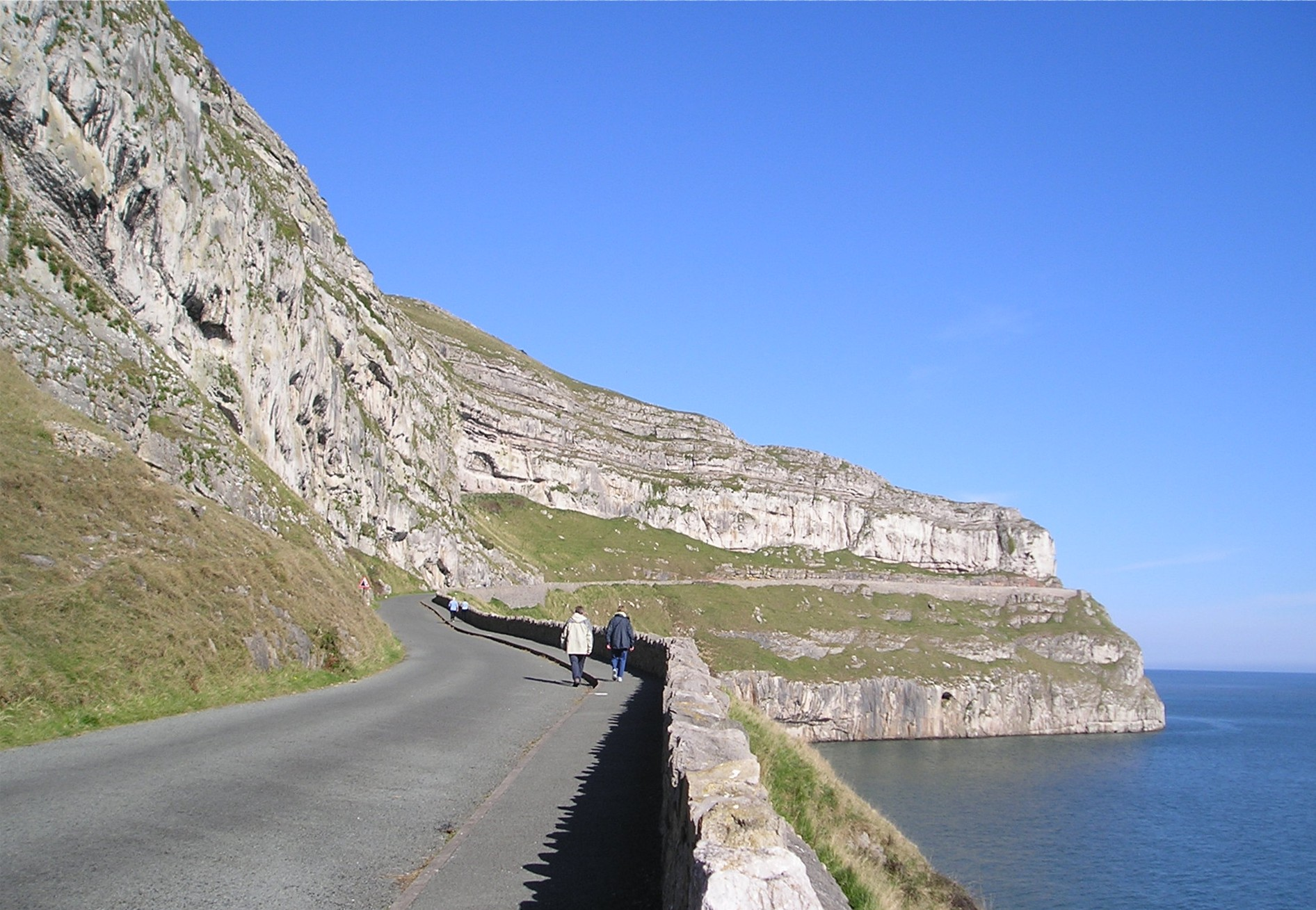
Great Orme, sur le parcours de la boucle sud.

Les concurrents repartent le mardi matin vers le Pays de Galles où va se dérouler la majeure partie de cette deuxième étape. Malgré le brouillard, Mikkola continue sur un rythme très élevé et préserve sa marge de cinq minutes sur Vatanen. Pond et Alén attaquent également très fort, le premier parvenant à déposséder Brookes de sa troisième place dans le secteur de Brycheiniog. Le dernier adversaire des Ford va cependant être victime de sa fougue aussitôt après, se faisant surprendre par une plaque de verglas au passage d'un pont ; partie en tonneau, la Talbot n'est pas en état de continuer. Dès lors, plus rien ne semble pouvoir s'opposer à un triplé des Ford, les positions étant acquises pour Mikkola, Vatanen et Brookes. Une erreur de pointage de David Richards, le copilote de Vatanen, va cependant remettre en cause ce classement : au contrôle de Machynlleth, l'Escort no 6 se présente en avance sur son horaire et se voit infliger dix minutes de pénalisation (contrairement aux autres épreuves du championnat britannique, le règlement du Rallye RAC sanctionne tout pointage anticipé). L'équipage chute de la seconde à la cinquième place, derrière Salonen et Alén, tous deux auteurs d'une belle remontée. Attaquant à outrance, Vatanen va cependant grignoter son retard sur Alén, lui reprenant la quatrième place dans l'avant-dernier tronçon chronométré. Fort d'une dizaine de minutes d’avance sur Brookes après la pause de Machynlleth, Mikkola a pu adopter un rythme un peu moins soutenu jusqu'à l'arrivée et remporte l'épreuve pour la deuxième fois consécutive, devant son coéquipier Brookes. Auteur de performances impressionnantes avec sa Datsun groupe 2, Salonen obtient une brillante troisième place. Malgré ses souffrances, Taylor est allé au terme de la course, qu’il achève à la sixième place derrière Vatanen et Alén. Très malchanceux durant ces quatre journées, Waldegård obtient une modeste neuvième place derrière Airikkala et Röhrl. Le champion suédois conserve la tête du championnat, mais Mikkola reste dans la course au titre qui se jouera dans la dernière manche en Côte d'Ivoire.

### Classement général
| Pos | No | Pilote           | Copilote              | Voiture                   | Temps           | Écart         | Groupe |
| --- | -- | ---------------- | --------------------- | ------------------------- | --------------- | ------------- | ------ |
| 1   | 1  | Hannu Mikkola    | Arne Hertz            | Ford Escort RS1800        | 8 h 03 min 38 s |               | 4      |
| 2   | 10 | Russell Brookes  | Paul White            | Ford Escort RS1800        | 8 h 14 min 07 s | + 10 min 29 s | 4      |
| 3   | 12 | Timo Salonen     | Stuart Pegg           | Datsun 160J PA10          | 8 h 16 min 22 s | + 12 min 44 s | 2      |
| 4   | 6  | Ari Vatanen      | David Richards        | Ford Escort RS1800        | 8 h 19 min 53 s | + 16 min 15 s | 4      |
| 5   | 2  | Markku Alén      | Ilkka Kivimäki        | Lancia Stratos HF         | 8 h 20 min 23 s | + 16 min 45 s | 4      |
| 6   | 18 | John Taylor      | Phil Short            | Ford Escort RS1800        | 8 h 24 min 01 s | + 20 min 23 s | 4      |
| 7   | 7  | Pentti Airikkala | Risto Virtanen        | Vauxhall Chevette 2300 HS | 8 h 25 min 57 s | + 22 min 19 s | 4      |
| 8   | 3  | Walter Röhrl     | Christian Geistdörfer | Fiat 131 Abarth           | 8 h 26 min 37 s | + 22 min 59 s | 4      |
| 9   | 4  | Björn Waldegård  | Hans Thorszelius      | Ford Escort RS1800        | 8 h 29 min 12 s | + 25 min 34 s | 4      |
| 10  | 23 | Greg Carr        | Fred Gocentas         | Ford Escort RS1800        | 8 h 29 min 31 s | + 25 min 53 s | 4      |

### Hommes de tête
- ES1 :  Jean-Luc Thérier -  Michel Vial (Toyota Celica 2000 GT)
- ES2 à ES10 :  Markku Alén -  Ilkka Kivimäki (Lancia Stratos HF)
- ES11 à ES59 :  Hannu Mikkola -  Arne Hertz (Ford Escort RS1800)

### Vainqueurs d'épreuves spéciales
- Hannu Mikkola -  Arne Hertz (Ford Escort RS1800) : 24 spéciales (ES 2, 8 à 11, 13 à 16, 18, 20, 21, 23, 25 à 32, 37, 38, 40)
- Markku Alén -  Ilkka Kivimäki (Lancia Stratos HF) : 13 spéciales (ES 3 à 5, 7, 9, 35, 41, 43 à 46, 50, 54)
- Ari Vatanen -  David Richards (Ford Escort RS1800) : 8 spéciales (ES 16, 19, 24, 53, 54, 57 à 59)
- Tony Pond -  Ian Grindrod (Talbot Sunbeam Lotus) : 4 spéciales (ES 6, 33, 34, 36)
- Timo Salonen -  Stuart Pegg (Datsun 160J PA10) : 3 spéciales (ES 42, 47, 48)
- Björn Waldegård -  Hans Thorszelius (Ford Escort RS1800) : 2 spéciales (ES 12, 22)
- Russell Brookes -  Paul White (Ford Escort RS1800) : 2 spéciales (ES 39, 49)
- Walter Röhrl -  Christian Geistdörfer (Fiat 131 Abarth) : 2 spéciales (ES 51, 52)
- Jean-Luc Thérier -  Michel Vial (Toyota Celica 2000 GT) : 1 spéciale (ES 1)
- Per Eklund -  Hans Sylvan (Triumph TR7 V8) : 1 spéciale (ES 17)
- Malcolm Wilson -  Terry Harryman (Ford Escort RS1800) : 1 spéciale (ES 54)
- Pentti Airikkala -  Risto Virtanen (Vauxhall Chevette 2300 HS) : 1 spéciale (ES 55)
- Jimmy McRae -  Mike Nicholson (Vauxhall Chevette 2300 HS) : 1 spéciale (ES 56)

## Résultats des principaux engagés
| No | Pilote                  | Copilote              | Voiture                   | Groupe | Classement général                            | Class. groupe |
| -- | ----------------------- | --------------------- | ------------------------- | ------ | --------------------------------------------- | ------------- |
| 1  | Hannu Mikkola           | Arne Hertz            | Ford Escort RS1800        | 4      | 1er                                           | 1er           |
| 2  | Markku Alén             | Ilkka Kivimäki        | Lancia Stratos HF         | 4      | 5e à 16 min 45 s                              | 4e            |
| 3  | Walter Röhrl            | Christian Geistdörfer | Fiat 131 Abarth           | 4      | 8e à 22 min 59 s                              | 7e            |
| 4  | Björn Waldegård         | Hans Thorszelius      | Ford Escort RS1800        | 4      | 9e à 25 min 34 s                              | 8e            |
| 5  | Stig Blomqvist          | Björn Cederberg       | Saab 99 Turbo             | 2      | ab. dans la 17e spéciale (pompe à eau)        | -             |
| 6  | Ari Vatanen             | David Richards        | Ford Escort RS1800        | 4      | 4e à 16 min 15 s                              | 3e            |
| 7  | Pentti Airikkala        | Risto Virtanen        | Vauxhall Chevette 2300 HS | 4      | 7e à 22 min 19 s                              | 6e            |
| 8  | Roger Clark             | Jim Porter            | Ford Escort RS1800        | 4      | ab. dans la 47e spéciale (ressort de soupape) | -             |
| 9  | Per Eklund              | Hans Sylvan           | Triumph TR7 V8            | 4      | 13e à 31 min 26 s                             | 12e           |
| 10 | Russell Brookes         | Paul White            | Ford Escort RS1800        | 4      | 2e à 10 min 29 s                              | 2e            |
| 12 | Timo Salonen            | Stuart Pegg           | Datsun 160J PA10          | 2      | 3e à 12 min 44 s                              | 1er           |
| 14 | Bror Danielsson         | Ulf Sundberg          | Ford Escort RS1800        | 4      | ab. dans la 18e spéciale (panne d'essence)    | -             |
| 15 | Simo Lampinen           | Fred Gallagher        | Triumph TR7 V8            | 4      | 17e à 46 min 10 s                             | 15e           |
| 17 | Tony Pond               | Ian Grindrod          | Talbot Sunbeam Lotus      | 4      | ab. dans la 42e spéciale (sortie de route)    | -             |
| 18 | John Taylor             | Phil Short            | Ford Escort RS1800        | 4      | 6e à 20 min 23 s                              | 5e            |
| 19 | Leif Asterhag           | Mike Broad            | Toyota Celica 2000 GT     | 4      | ab. dans la 9e spéciale (embrayage)           | -             |
| 20 | Henri Toivonen          | Phillip Boland        | Ford Escort RS1800        | 4      | ab. dans la 31e spéciale (embrayage)          | -             |
| 21 | Jean-Luc Thérier        | Michel Vial           | Toyota Celica 2000 GT     | 4      | ab. dans la 18e spéciale (alimentation)       | -             |
| 22 | Ola Strömberg           | Bo Reinicke           | Saab 99 Turbo             | 2      | ab. après la 11e spéciale (pompe à eau)       | -             |
| 23 | Greg Carr               | Fred Gocentas         | Ford Escort RS1800        | 4      | 10e à 25 min 53 s                             | 9e            |
| 24 | Björn 'Nalle' Johansson | Spjuth Ragnar         | Opel Kadett GT/E          | 2      | ab. dans la 42e spéciale (fuite d'huile)      | -             |
| 26 | John Buffum             | John Brown            | Triumph TR7 V8            | 4      | ab. dans la 18e spéciale (moteur explosé)     | -             |
| 27 | Alan Carter             | David West            | Ford Escort RS2000        | 1      | 19e à 1 h 00 min 23 s                         | 1er           |
| 28 | Malcolm Wilson          | Terry Harryman        | Ford Escort RS1800        | 4      | 15e à 37 min 55 s                             | 13e           |
| 29 | Tapio Rainio            | Henry Liddon          | Toyota Celica 2000 GT     | 4      | 11e à 28 min 52 s                             | 10e           |
| 30 | Jimmy McRae             | Mike Nicholson        | Vauxhall Chevette 2300 HS | 4      | 12e à 30 min 07 s                             | 11e           |
| 31 | Andy Dawson             | Kevin Gormley         | Datsun 160J PA10          | 2      | 14e à 36 min 27 s                             | 2e            |
| 32 | Graham Elsmore          | Stuart Harrold        | Triumph TR7 V8            | 4      | 16e à 41 min 56 s                             | 14e           |
| 33 | Brian Culcheth          | Monty Peters          | Opel Ascona SR            | 2      | 23e à 1 h 15 min 30 s                         | 3e            |
| 34 | Terry Kaby              | Brian Rainbow         | Triumph TR7 V8            | 4      | ab. dans la 18e spéciale (volant moteur)      | -             |
| 35 | Walter Smolej           | Michael Schwägerl     | Audi 80 GLE               | 4      | 20e à 1 h 01 min 13 s                         | 17e           |
| 37 | 'Lucky'                 | Fabrizia Pons         | Fiat 131 Abarth           | 4      | ab. dans la 53e spéciale (différentiel)       | -             |
| 44 | Harald Demuth           | Arwed Fischer         | Audi 80 GLE               | 4      | 18e à 58 min 21 s                             | 16e           |
| 58 | James Rae               | Brian Coyle           | Audi 80 GLE               | 4      | 28e à 1 h 45 min 08 s                         | 20e           |

## Classements des championnats à l'issue de la course

### Constructeurs
- attribution des points : 10, 9, 8, 7, 6, 5, 4, 3, 2, 1 respectivement aux dix premières marques de chaque épreuve, additionnés de 8, 7, 6, 5, 4, 3, 2, 1 respectivement aux huit premières de chaque groupe (seule la voiture la mieux classée de chaque constructeur marque des points). Les points de groupe ne sont attribués qu'aux concurrents ayant terminé dans les dix premiers au classement général.
- seuls les sept meilleurs résultats (sur douze épreuves) sont retenus pour le décompte final des points. Ford doit donc décompter les seize points acquis en Finlande et les douze acquis au Sanremo. De même, Datsun doit décompter les six points acquis en Nouvelle-Zélande.

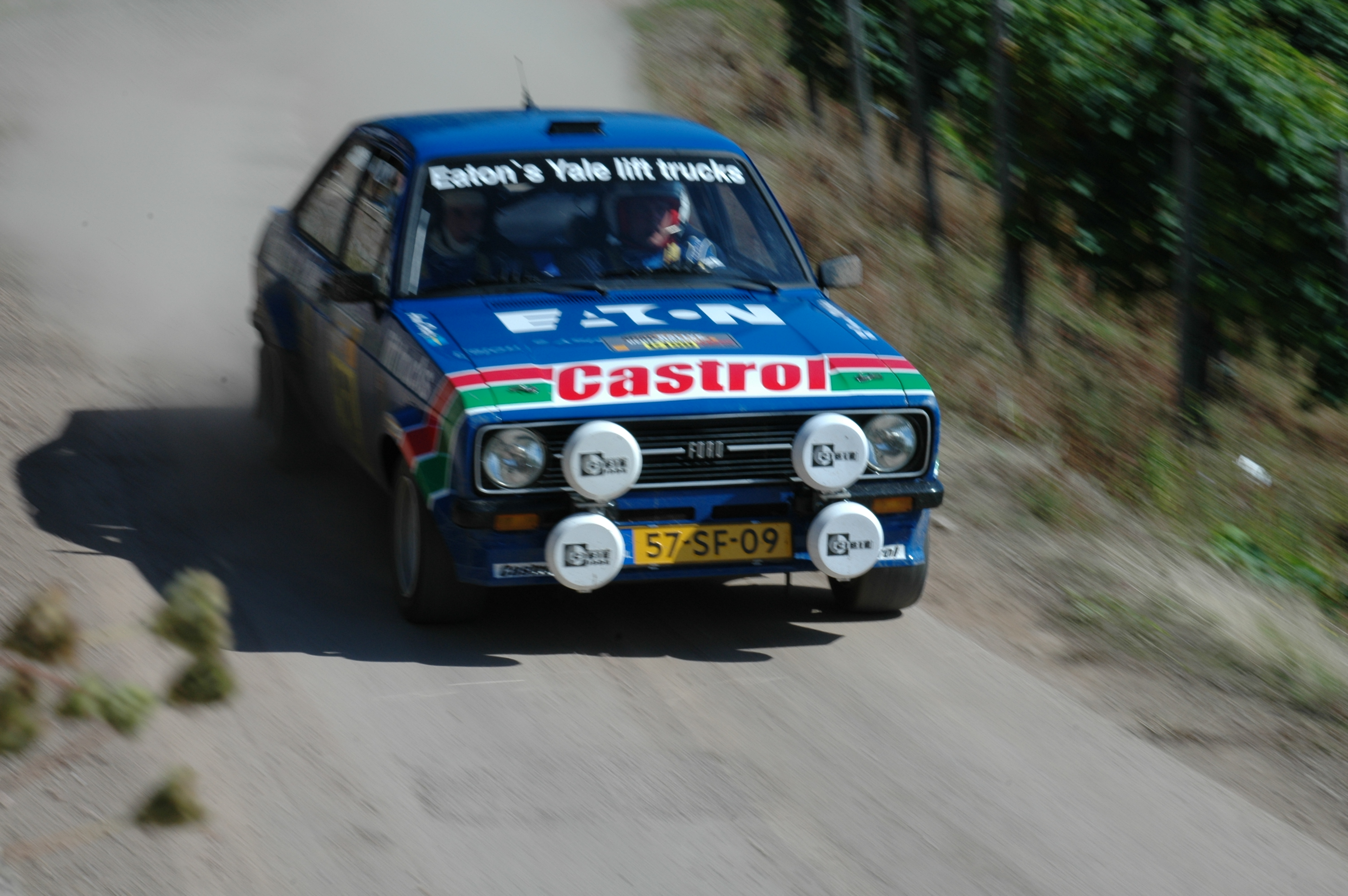
La Ford Escort RS1800 championne du monde, victorieuse à cinq reprises cette saison.

| Pos. | Marque        | Points    | M-C  | SUE  | POR  | SAF  | ACR  | NZL   | FIN   | QUE  | SAN   | COR  | RAC  | BAN |
| ---- | ------------- | --------- | ---- | ---- | ---- | ---- | ---- | ----- | ----- | ---- | ----- | ---- | ---- | --- |
| 1    | Ford          | 122 (150) | 9+7  | 9+7  | 10+8 | -    | 10+8 | 10+8  | (9+7) | 10+8 | (4+8) | -    | 10+8 |     |
| 2    | Datsun        | 104 (110) | -    | 2+6  | 7+7  | 10+8 | 9+8  | (1+5) | 6+8   | 9+8  | -     | -    | 8+8  |     |
| 3    | Fiat          | 92        | 8+6  | 7+5  | -    | 8+7  | -    | -     | 10+8  | -    | 9+7   | 6+6  | 3+2  |     |
| 4    | Lancia        | 65        | 10+8 | -    | -    | -    | -    | -     | -     | -    | 10+8  | 10+8 | 6+5  |     |
| 5    | Opel          | 49        | -    | 5+8  | 3+6  | -    | -    | -     | -     | -    | 6+8   | 5+8  | -    |     |
| 6    | Toyota        | 48        | -    | -    | 8+8  | -    | -    | -     | 4+6   | 6+6  | -     | 3+7  | -    |     |
| 7    | Renault       | 41        | 3+8  | -    | -    | -    | 7+6  | -     | -     | -    | -     | 9+8  | -    |     |
| 8    | Porsche       | 32        | 5+3  | -    | -    | -    | -    | -     | -     | -    | 1+8   | 8+7  | -    |     |
| 9    | Vauxhall      | 31        | -    | 8+6  | -    | -    | -    | 6+4   | -     | -    | -     | -    | 4+3  |     |
| 10   | Saab          | 18        | -    | 10+8 | -    | -    | -    | -     | -     | -    | -     | -    | -    |     |
| 11   | Mercedes-Benz | 17        | -    | -    | -    | 9+8  | -    | -     | -     | -    | -     | -    | -    |     |
| 12   | Peugeot       | 14        | -    | -    | -    | -    | -    | -     | -     | 3+5  | -     | 1+5  | -    |     |
| 13   | Mitsubishi    | 13        | -    | -    | -    | -    | -    | -     | -     | 5+8  | -     | -    | -    |     |
| 14   | Talbot        | 12        | -    | -    | -    | -    | -    | -     | -     | -    | 7+5   | -    | -    |     |
| 15   | Audi          | 11        | -    | -    | 5+6  | -    | -    | -     | -     | -    | -     | -    | -    |     |
| 16   | Mazda         | 10        | -    | -    | -    | -    | -    | 3+7   | -     | -    | -     | -    | -    |     |
| 17   | Triumph       | 7         | -    | -    | -    | -    | -    | -     | 3+4   | -    | -     | -    | -    |     |
| 18   | Škoda         | 6         | -    | -    | -    | -    | 3+3  | -     | -     | -    | -     | -    | -    |     |
| 18=  | Volvo         | 6         | -    | 1+5  | -    | -    | -    | -     | -     | -    | -     | -    | -    |     |
| 20   | Lada          | 4         | -    | -    | -    | -    | 2+2  | -     | -     | -    | -     | -    | -    |     |

### Pilotes
- attribution des points : 20, 15, 12, 10, 8, 6, 4, 3, 2, 1 respectivement aux dix premiers de chaque épreuve.
- seuls les sept meilleurs résultats (sur douze épreuves) sont retenus pour le décompte final des points. Björn Waldegård doit donc décompter les deux points acquis en Grande-Bretagne.

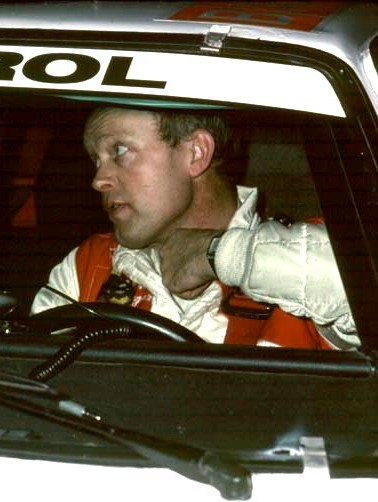
Björn Waldegård conserve la tête du classement provisoire du championnat mais ne compte plus que douze points d'avance sur Hannu Mikkola avant la dernière épreuve.

| Pos. | Pilote              | Marque               | Points    | M-C | SUE | POR | SAF | ACR | NZL | FIN | QUE | SAN | COR | RAC | BAN |
| ---- | ------------------- | -------------------- | --------- | --- | --- | --- | --- | --- | --- | --- | --- | --- | --- | --- | --- |
| 1    | Björn Waldegård     | Ford, Mercedes-Benz¹ | 103 (105) | 15  | 15  | 15  | 6¹  | 20  | -   | 12  | 20  | -   | -   | (2) |     |
| 2    | Hannu Mikkola       | Ford, Mercedes-Benz¹ | 91        | 8   | 8   | 20  | 15¹ | -   | 20  | -   | -   | -   | -   | 20  |     |
| 3    | Markku Alén         | Fiat & Lancia¹       | 68        | 12  | 10  | -   | 12  | -   | -   | 20  | -   | 6   | -   | 8¹  |     |
| 4    | Timo Salonen        | Datsun               | 50        | -   | -   | -   | -   | 15  | -   | 8   | 15  | -   | -   | 12  |     |
| 4=   | Ari Vatanen         | Ford                 | 50        | 1   | -   | -   | -   | -   | 12  | 15  | 12  | -   | -   | 10  |     |
| 6    | Bernard Darniche    | Lancia               | 40        | 20  | -   | -   | -   | -   | -   | -   | -   | -   | 20  | -   |     |
| 7    | Jean Ragnotti       | Renault              | 25        | -   | -   | -   | -   | 10  | -   | -   | -   | -   | 15  | -   |     |
| 8    | Walter Röhrl        | Fiat                 | 21        | -   | -   | -   | 3   | -   | -   | -   | -   | 15  | -   | 3   |     |
| 9    | Stig Blomqvist      | Saab                 | 20        | -   | 20  | -   | -   | -   | -   | -   | -   | -   | -   | -   |     |
| 9=   | Shekhar Mehta       | Datsun               | 20        | -   | -   | -   | 20  | -   | -   | -   | -   | -   | -   | -   |     |
| 9=   | 'Tony'              | Lancia               | 20        | -   | -   | -   | -   | -   | -   | -   | -   | 20  | -   | -   |     |
| 9=   | Andy Dawson         | Datsun               | 20        | -   | -   | 10  | -   | -   | -   | -   | 10  | -   | -   | -   |     |
| 13   | Pentti Airikkala    | Vauxhall             | 16        | -   | 12  | -   | -   | -   | -   | -   | -   | -   | -   | 4   |     |
| 14   | Blair Robson        | Ford                 | 15        | -   | -   | -   | -   | -   | 15  | -   | -   | -   | -   | -   |     |
| 14=  | Russell Brookes     | Ford                 | 15        | -   | -   | -   | -   | -   | -   | -   | -   | -   | -   | 15  |     |
| 16   | Harry Källström     | Datsun               | 14        | -   | -   | -   | 2   | 12  | -   | -   | -   | -   | -   | -   |     |
| 17   | Ove Andersson       | Toyota               | 12        | -   | -   | 12  | -   | -   | -   | -   | -   | -   | -   | -   |     |
| 17=  | Attilio Bettega     | Fiat                 | 12        | -   | -   | -   | -   | -   | -   | -   | -   | 12  | -   | -   |     |
| 17=  | Pierre-Louis Moreau | Porsche              | 12        | -   | -   | -   | -   | -   | -   | -   | -   | -   | 12  | -   |     |
| 17=  | Michèle Mouton      | Fiat                 | 12        | 4   | -   | -   | -   | -   | -   | -   | -   | -   | 8   | -   |     |